# Kontenerowiec

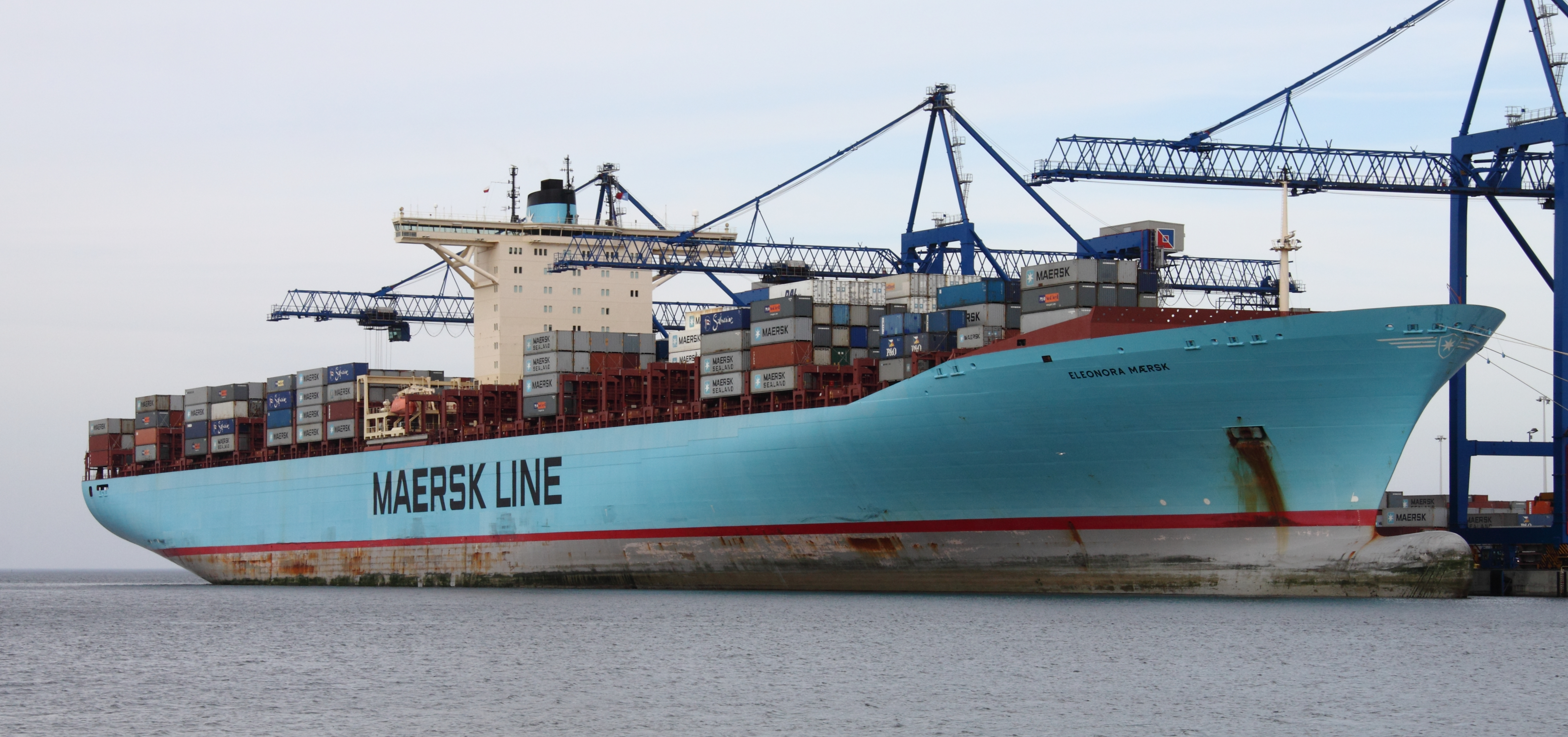
Kontenerowiec Eleonora Mærsk w Baltic Hub w Gdańsku

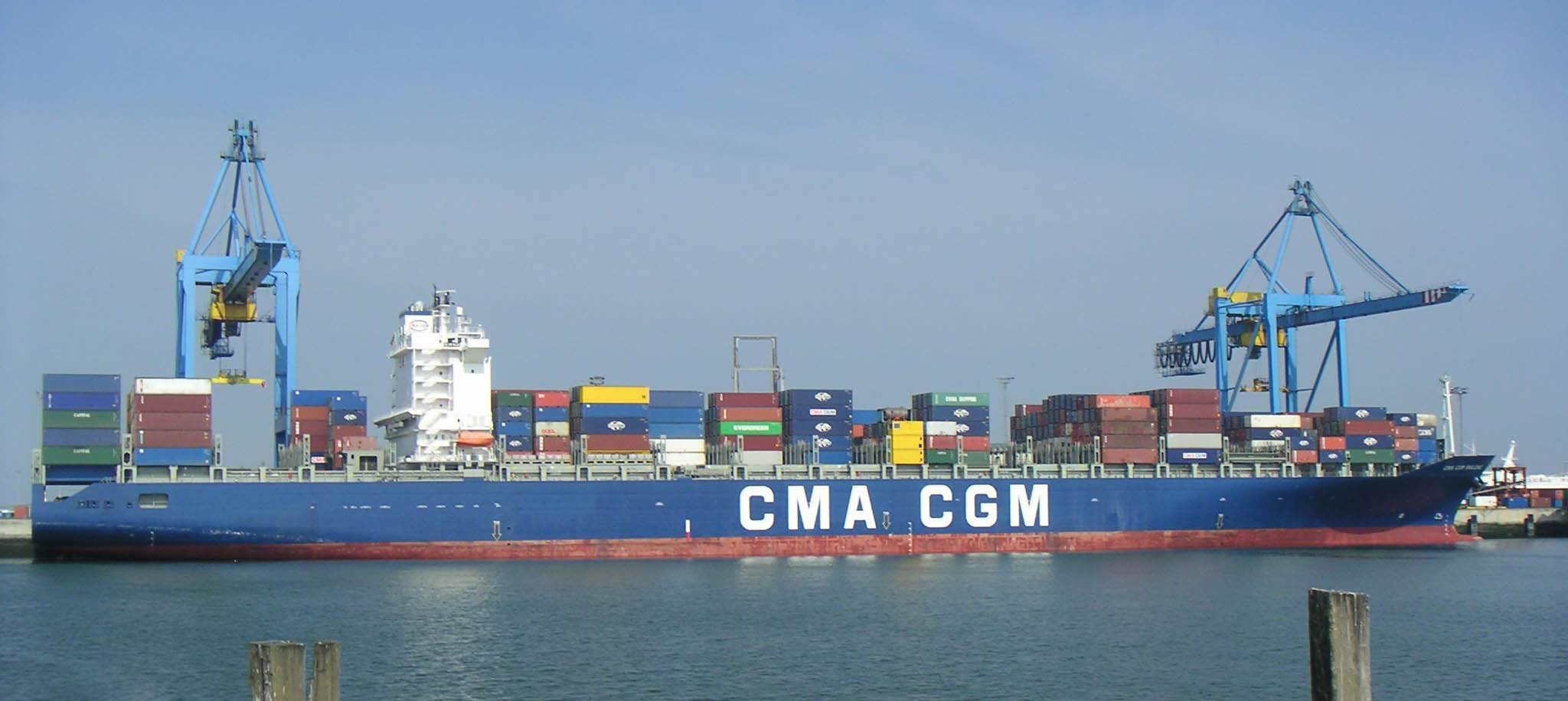
Konterowiec CMA CGM Balzac w porcie w Zeebrugge

Kontenerowiec (również pojemnikowiec) – statek specjalnie wyposażony w prowadnice i przeznaczony do przewozu kontenerów, przy założeniu ich pionowego załadunku i wyładunku.

## Historia
Pierwszym statkiem przeznaczonym do przewozu kontenerów był amerykański MS „Ideal-X”, przebudowany z tankowca w 1956 roku. Mógł przewozić 53 kontenery 35-stopowe.
Wraz z olbrzymią popularnością transportu drobnicy w kontenerach oraz stopniowym zwiększaniem się wymiany handlowej na świecie, rośnie popularność kontenerowców. Obecnie największe kontenerowce potrafią przewozić ponad 10 000 TEU i ledwo mieszczą się w klasie wymiarów panamax. Niektóre statki już tę klasę przekroczyły, w związku z tym są eksploatowane na trasach, które nie wymagają przechodzenia przez Kanał Panamski, np. Chiny – Zachodnie Wybrzeże Stanów Zjednoczonych.
Od 2012 roku najbardziej pojemnym kontenerowcem na świecie był MS CMA CGM Marco Polo o pojemności 16 000 TEU (wraz z powstałym w 2013 roku MS CMA CGM Alexander von Humboldt). Pod względem rozmiarów, największe są kontenerowce duńskiego armatora A.P. Møller-Mærsk (np. MS Emma Mærsk lub MS Eleonora Mærsk), o pojemności od 11 000 do 14 500 TEU.
Dla zapewnienia szybkiego przepływu kontenerów po całym świecie i obniżenia kosztów wielkie kontenerowce przewożą swoje ładunki na trasach międzykontynentalnych, odwiedzając kilka portów na kontynencie, tzw. hubów.
W 2013 zwodowany został pierwszy kontenerowiec z serii Triple-E, Mærsk Mc-Kinney Møller. Pomieścić on może 18 000 TEU. Piastował on miano największego kontenerowca do końca 2014 roku, gdy w Korei Południowej zwodowany został CSCL Globe o pojemności 19 100 TEU. W styczniu 2015 roku zwodowany został MSC OSCAR o pojemności 19 224 TEU, który pływa obecnie pod nazwą MSC Maya pod banderą panamską.

## Ładunek
Z mniejszych portów kontenery są dowożone do hubów przez mniejsze (200-500 TEU) kontenerowce dowozowe zwane fiderami (z ang. feeder). Część średnich (poniżej 3000 TEU) kontenerowców jest wyposażona w urządzenia przeładunkowe (dźwigi lub suwnice), co pozwala im zawijać do portów niewyposażonych w odpowiednie urządzenia. Największe kontenerowce są całkowicie zależne od urządzeń portowych. Ze względu na rozmiary statków i wagę kontenerów do przeładunku używa się specjalnych suwnic.
Kontenerowce są pierwszymi statkami morskimi, na których bardzo dużą część ładunku przewozi się na pokładzie (z reguły na pokładzie może zmieścić się więcej kontenerów niż pod pokładem, ale na pokład ładuje się lżejsze kontenery). Wymaga to rozwiązania problemów ze statecznością i mocowaniem kontenerów.
Stateczność kontenerowca zapewniają zbiorniki balastowe o dużej pojemności. Część z nich jest wykorzystywana w systemach przeciwprzechyłowych, zmniejszających kołysanie statku na morzu i ograniczających przechylanie statku w czasie przeładunku.
Do mocowania kontenerów rozwinięto cały system specjalistycznych złączy i odciągów (przekładki stożkowe, łączniki skrętne, łączniki mostkowe), które mają za zadanie połączenie kontenerów stojących obok siebie i na sobie w jeden blok oraz zamocowanie ich do statku.
Kontenery muszą być rozmieszczone tak, aby cały statek był równo obciążony. Ponieważ mogą zawierać niemal każdy rodzaj towaru, ich ciężar jest bardzo niejednolity. Jeśli kontenerowiec odwiedza więcej niż jeden port w jednym rejsie, podczas wyładunku żaden kontener nieprzeznaczony do danego portu nie powinien być podniesiony tylko po to, aby dostać się do kontenera w jego porcie docelowym. Obsługa dźwigu powinna mieć zawsze pewność, że podnosi właściwy. Precyzyjne rozmieszczenie kontenerów, by to zapewnić, jest zadaniem skomplikowanym.